# 1932 في فنلندا
فيما يلي قوائم الأحداث التي وقعت خلال عام 1932 في فنلندا.

## أحداث
- 27 فبراير – تمرد مانتسلا

## مواليد

### أغسطس
- 6 أغسطس – انيلي سولي ممثلة فنلندية.[1]

### أكتوبر
- 20 أكتوبر – جورما ريسانن

### ديسمبر
- 7 ديسمبر – بنتي لينكولا[2]

## وفيات

### أكتوبر
- 9 أكتوبر – كارل فازر (مواليد 1866)